# Eric Edwards (Pornodarsteller)

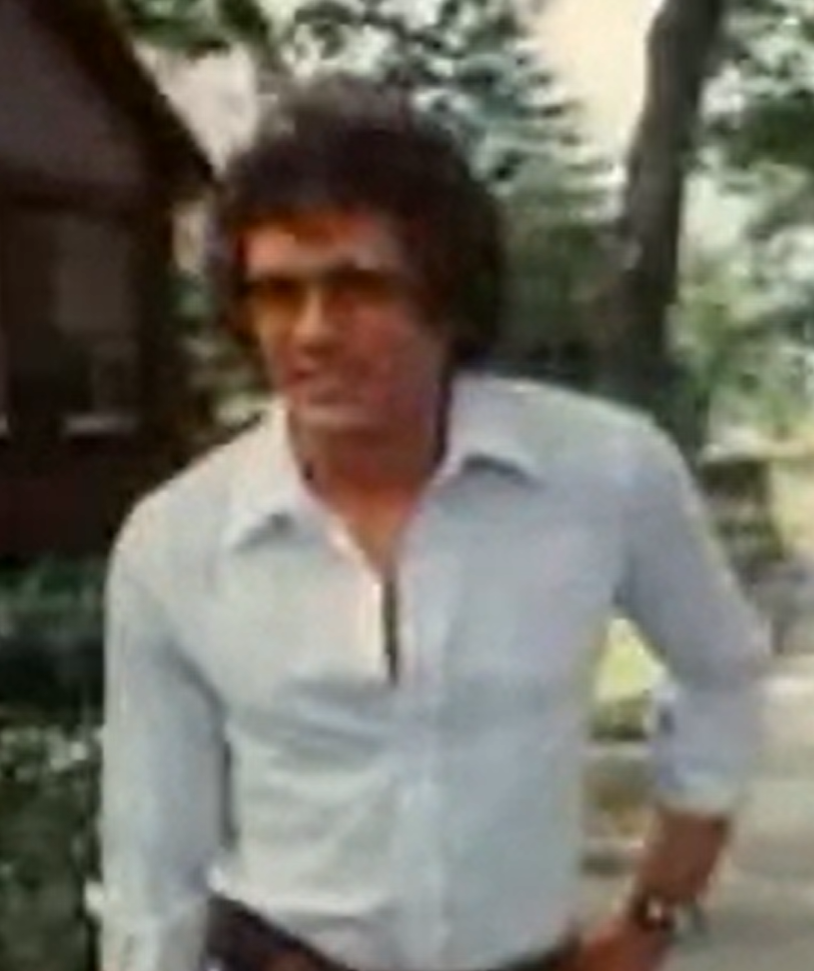
Eric Edwards (1978)

Eric Edwards (* 30. November 1945 in Michigan als Robert Everett) ist ein US-amerikanischer Pornodarsteller, Fotograf und Regisseur. Everett begann als Theaterdarsteller und begann seine Karriere in der Pornoindustrie Anfang der 1970er, als das Genre seinen Anfang nahm. Everett arbeitete über 40 Jahre in der Pornoindustrie. Er ist damit der einzige Darsteller der, bis zu seinem Ausstieg in den 2000ern in jedem Jahrzehnt der Pornogeschichte aktiv war. Everett war der Star und der Regisseur mehrerer bekannter Pornofilme, unter anderem spielte er auch in Debbie Does Dallas mit. Er wurde in die Hall of Fames sowohl von AVN als auch XRCO aufgenommen. Bill Margold nannte Everett einen der Legenden der Industrie und den „Babe Ruth des Pornos“.

## Leben

### Kindheit und Jugend
Robert Everett wurde in Michigan geboren und wuchs in der Nähe von Waco, Texas auf. Er studierte Theater an der Baylor University. 1965 bewarb er sich zusammen mit Freunden um ein Stipendium der American Academy of Dramatic Arts. Everett spielte eine Szene aus The Taming of the Shrew. Everett wurde aus 24.000 Bewerbern als einer der 16 Stipendianten ausgewählt. Er verließ daraufhin Baylor und zog nach New York City, um an der Academy zu studieren-
Nach seinem Umzug lebte er in einem Appartement auf der Upper West Side. Dort traf er seine zukünftige Ehefrau Kathie Fitch, die ebenfalls die Academy besuchte. Everett machte seinen Abschluss 1967. Im gleichen Jahr heiratete das Paar in Norwalk, Connecticut. Zusammen spielten sie kleinere Rollen im ganzen Land. Sie begannen auch mit Drogen zu experimentieren, darunter LSD.
Schließlich zogen sie nach Los Angeles, wo Everett einen Drei-Jahres-Vertrag bei der William Morris Agency unterzeichnete. Er trat in Werbefilmen von Colgate, Gillette und Coleco auf. Nach dem Ende der Laufzeit versuchte er weiter in Los Angeles beschäftigt zu bleiben, doch das Paar musste zu den Provinztheatern zurückkehren. 1971 zogen sie nach Norwalk. Das Paar hatte seine Probleme und konnte diese schließlich lösen, indem sie sich der Swingerbewegung anschlossen. Everett und Fitch traten in der Komödie Is There Sex After Death? auf. Dort spielte Everett erstmals als Robb Everett.1972 folgte Boeing-Boeing, das Theaterstück zum Film. Bei diesem nahm er erstmals seinen späteren Pornonamen Eric Edwards an. Bis Ende der 1970er spielte er weiter Theater, bis er dies zu Gunsten der Pornoindustrie verließ.

### Pornoindustrie

#### Anfänge
Everett ist der einzige Schauspieler, der von 1970 bis 2010 kontinuierlich in der Pornoindustrie beschäftigt war. 1969 reagierte er auf eine Anzeige des Magazins Screw , die Nacktmodels suchten. Zusammen mt seiner Frau begann er für das Magazin zu modeln. Für Ted Snyder traten beide in einem 8-mm-Film auf. Während der Dreharbeiten lernten sie Chuck Traynor und Linda Lovelace kennen. Kurz darauf drehte er mit Lovelace seine erste Pornoszene, und anschließend einen Dreier mit Fitch und Lovelace. Everett und Lovelace filmten über zwei Dutzend Filme zusammen, darunter auch den kontroversen Kurzfilm Doggarama, der eine Zoophilie-Szene enthält. Everett machte sich einem Namen als Darsteller, der von einem Geschäftsmann bis hin zu einem Straßenpenner alles spielen konnte.

#### 1970er
Nach dem Klassiker Deep Throat startete Everetts Pornokarriere richtig durch. Es folgten 1973 Blue Summer von Chuck Vincent sowie die drei Filme Maxines' Dating Service, Organ Juice und Revolving Teens von Harry Reems und 1974 Lady on the Couch. Um bei dem rasanten Tempo mitzuhalten, zogen Fitch und er zurück nach New York. Fitch begann ebenfalls ein der Pornoindustrie zu arbeiten und nahm das Pseudonym Chris Jordan an. Everett begann eine Affäre mit einer anderen Frau namens Kathy, die bald zu dem Paar zog.
Everett drehte mit dieser Frau einen gemeinsamen Film namens Fringe Benefits. Dort spielte sie als Susie Mathews. 1975 drehte Everett die beiden Schweden-PornosButterfly und Laura's Toys für Joe Sarno. Bei letzterem spielte er zusammen mit Marie Forså. Die beiden hatten eine kurze Affäre Zurück in New York ging seine Ehe zwischenzeitlich in die Brüche.
1977 lernte er Arcadia Lake kennen. Diese arbeitete in eine Peepshow, in der er ebenfalls anheuerte. Die beiden hatten gemeinsame Auftritte und wurden anschließend ein Paar. Als Nacktmodels hatten sie eine Session in Jamaika für das Magazin High Society. Mit Lake trat er auch im Pornoklassiker Debbie Does Dallas (1978) auf.
Während dieser Zeit gehörte er zusammen mit John Holmes und Jamie Gillis zu den bekanntesten Schauspielern im Pornofilm.

#### 1980er
Anfang der 1980er war Lake drogensüchtig und für den Entzug ging das Paar nach Jamaika. Anschließend zogen die beiden nach Los Angeles, wo Everett viel Arbeit bekam, da die Pornoindustrie in Kalifornien gerade sehr erfolgreich wurde Er trat in Filmen von Bob Chinn auf, darunter The Young Like It Hot und Sweet Little Foxes sowie Paul Vatellis Bodies in Heat. Lake wurde in dieser Zeit erneut heroinsüchtig und auch Everett versuchte die Droge, als er in San Francisco filmte. Everett wurde selbst drogensüchtig und das Paar trennte sich schließlich. Lake starb später an einer Überdosis.
Durch seien Drogensucht fiel es Everett schwer zu arbeiten. Er selbst starb beinahe zweimal an einer Überdosis. Wenn er zwischendurch nüchtern war, arbeitete er in San Francisco, um die Gesetze in Los Angeles zu umgehen, die Pornografie verboten. Mit seiner neuen Freundin gelang es ihm schließlich seine Sucht zu besiegen.
1984 wurde Everett zusammen mit Kay Parker in die Porn Block of Fame in Santa Monica aufgenommen. Everett arbeitete auch in New York. Dort lernte er die Darstellerin Cheri Roberdes alias Renee Summers am Set von Great Sexpectations kennen. Die beiden heirateten 1986. Everett begann anschließend Pornofilme für Paare zu drehen. Die Filme waren an romantische Liebesfilme angelehnt, enthielten jedoch Hardcore-Sexszenen. Mit Summers hatte er einen Sohn, das Paar trennte sich jedoch 1988.

#### 1990er
Everett drehte 1990 The Ultimate Lover zusammen mit Nina Hartley und Tracy Adams. Der Science-Fiction-Porno ist eine Art Frankenstein-Pornoversion. Summers und Everett retteten in den 1990ern ihre Beziehung und hatten einen weiteren Sohn. Everett war weiter als Regisseur tätig, unter anderem bei Mirage mit Ashlyn Gere. 1994 wurde das Paar von einem Mitarbeiter an Everetts Set zu Methamphetamin gebracht. Nach einer wilden Zeit verließ Summers Everett zugunsten dieses Mitarbeiters, der kurz vorher ihr gemeinsames Haus abbrannte, während er high war. Everett drehte im Anschluss innerhalb von zwei Jahren 18 Filme, um sich und seine Söhne über Wasser zu halten.
Um 1996 fiel es Everett immer schwerer, Arbeit zu finden, da die Pornoindustrie in eine immer härtere Richtung ging, mit der er sich nur wenig anfreunden konnte. Schließlich arbeitete er für Totally Tasteless Video als Regisseur, Drehbuchautor, Editor und Kameramann. 1999 schrieb Linda Alexander ein Buch über ihre Freundschaft mit Everett namens Dorothy from Kansas Meets the Wizard of X. Die Pornoindustrie verließ er Anfang der 2000er.

### Nach der Filmkarriere
Everett wurde 2004 in die Erotica Hall of Fame aufgenommen. 2005 wurde bei ihm Darmkrebs festgestellt. Durch die immens hohen Arrztkosten geriet er in die Insolvenz. Kurz darauf wurde ihm die Wohnung gekündigt und er lebte einige Zeit auf der Straße. Er brauchte längere Zeit um wieder auf die Beine zu kommen und lebt heute in Los Angeles. Seinen Krebs hat er besiegt.
Everett bezeichnet die heutige Pornoindustrie als frauenverachtend. Stattdessen lobt er die sogenannte Golden Age of Porn, deren Zeit er mitprägte, als eine Zeit, der gesellschaftlichen Veränderung. Die Pornoindustrie habe der Gesellschaft ganz neue Möglichkeiten aufgezeigt, Sex zu erleben.

## Auszeichnungen
- 1984: XRCO Best Actor for Great Sexpectations[14][15]
- 1984: XRCO Male Performer of the Year[16]
- 1985: AVN Best Actor – Film für X Factor[17]
- 1986: AVN Best Actor – Video für Dangerous Stuff[17]
- 1986 AVN Best Couples Sex Scene – Video für Slumber Party[17]
- 1986 XRCO Best Supporting Actor für Lust on the Orient Express[14]
- 1989 XRCO Best Supporting Actor für Bodies in Heat 2[14]
- 1990 AVN Best Couples Sex Scene – Film für Firestorm 3[17]
- 1990 Free Speech Coalition Lifetime Achievement Award[18]
- 1991 AVN Best Actor – Video für The Last X-rated Movie[17]
- AVN Hall of Fame[19]
- XRCO Hall of Fame[20]

## Filmdokumentation
- 2005: Debbie Does Dallas Uncovered[21]